# Łupstych (Olsztyn)
Łupstych (deutsch Abstich) ist eine Ortschaft im Stadtgebiet von Olsztyn (deutsch Allenstein) in der polnischen Woiwodschaft Ermland-Masuren und gehört zum Stadtteil Olsztyn Gutkowo (Göttkendorf).

## Geographische Lage
Olsztyn ist die Hauptstadt der Woiwodschaft Ermland-Masuren und liegt in deren westlicher Region. Łupstych liegt unmittelbar am Ufer des Okuli-Sees (polnisch Jezioro Ukiel, umgangssprachlich auch Krzywe) im Süden des Stadtteils Gutkowo, sechs Kilometer westlich des Stadtzentrums von Olsztyn.
|  |

## Geschichte
→ Hauptartikel: Łupstych (Gietrzwałd)#Geschichte
Das Gründungsjahr des Ortes Abestich ist das Jahr 1380. Bis 1945 war die Landgemeinde ein Dorf im ostpreußischen Kreis Allenstein und zählte zuletzt knapp 500  Einwohner.
In Kriegsfolge kam 1945 das gesamte südliche Ostpreußen zu Polen. Abstich erhielt die polnische Namensform „Łupstych“ und ist heute in zwei Orte geteilt: den einstigen westlichen Teil bildet das zur Gmina Gietrzwałd (Dietrichswalde) gehörende Dorf Łupstych, den östlichen Teil bildet die gleichnamige Siedlung im Stadtteil Gutkowo (Göttkendorf) der Stadt Olsztyn.

## Kirche
Kirchlich war Abstich vor 1945 und ist Łupstych heute evangelischerseits nach Allenstein, römisch-katholischerseits nach Göttkendorf bzw. jetzt nach Olsztyn Dajtki (Deuthen) hin  orientiert.

## Verkehr
Łupstych liegt an einer Nebenstraße, die von Gutkowo an der Woiwodschaftsstraße 527 direkt in die Stadtteilsiedlung führt. Außerdem durchquert eine Nebenstraße von Sząbruk (Schönbrück) nach Łupstych verlaufend die Siedlung. Eine Anbindung an den Bahnverkehr besteht nicht.